# Ortodoxia Ocidental
A Ortodoxia de Rito Ocidental, também chamada Ortodoxia Ocidental ou o Rito Ortodoxo Ocidental, são congregações dentro das Igrejas autocéfalas da Ortodoxia e Ortodoxia Oriental que realizam a sua liturgia em formas ocidentais.
Estas congregações têm utilizado formas litúrgicas ocidentais tais como o Rito Sarum, o Rito Moçarábico e o Rito Galicano. Algumas congregações usam o que ficou conhecido simplesmente como a Liturgia Inglesa, que deriva do Livro Anglicano de Oração Comum, embora com algumas modificações ao texto para enfatizar o ensino teológico ortodoxo. O Rito Ocidental que existe hoje foi fortemente influenciado pela vida e obra de Julian Joseph Overbeck.
As missões de rito ocidental, paróquias e mosteiros existem dentro de certas jurisdições da Igreja Ortodoxa, predominantemente dentro da Igreja Ortodoxa Russa Fora da Rússia e da Arquidiocese Cristã Ortodoxa Antioquena da América do Norte.
Além disso, o rito ocidental é praticado dentro das comunidades religiosas fora da Igreja Ortodoxa. A Comunhão das Igrejas Ortodoxas Ocidentais e a Igreja Ortodoxa da França são inteiramente de Rito Ocidental. Além disso, existe um pequeno número de comunidades de Rito Ocidental entre os antigos calendaristas, tais como o antigo Exarcado de Rito Ocidental do Santo Sínodo de Milão e a Metrópole Ortodoxa Autônoma da América do Norte e do Sul e das Ilhas Britânicas; dentro da "Ortodoxia independente", os sucessores da Igreja Católica Ortodoxa Americana têm jurisdições metropolitanas de Rito Ocidental. No passado, houve também comunidades de Rito Ocidental no seio da Ortodoxia Oriental. Há também várias igrejas e mosteiros ortodoxos ocidentais independentes que não fazem parte da Igreja Ortodoxa nem da Igreja Ortodoxa Oriental.
As paróquias de Rito Ocidental encontram-se quase exclusivamente em países com grandes populações católicas romanas ou protestantes. Existem também numerosas sociedades devocionais e empreendimentos editoriais relacionados com o Rito Ocidental. A Ortodoxia de Rito Ocidental continua a ser uma questão controversa para alguns; contudo, o movimento continua a crescer em número e em aceitação.
Menos comumente, o termo "Ortodoxia Ocidental" se refere à Igreja Ocidental antes do Grande Cisma.

## Origens
Junto com o desenvolvimento do Cristianismo grego no Oriente Ortodoxo, o Cristianismo latino no Ocidente também se desenvolveu durante o período cristão inicial. A instituição mais importante do Ocidente cristão era a Igreja Romana, que na época era ortodoxa e estava em plena unidade dogmática com os Patriarcados orientais. Ao mesmo tempo, várias tradições rituais e litúrgicas se desenvolveram no Ocidente cristão, que traziam símbolos locais.
Nos dias anteriores à cisão entre a Igreja latina e as Igrejas ortodoxas, as Igrejas estavam em plena comunhão eucarística, professando a fé cristã. O rito litúrgico bizantino prevaleceu no Oriente. No Ocidente, o rito dominante era o rito latino. Na época do Cisma Leste-Oeste de 1054, a maioria das Igrejas que permaneceram em comunhão com os quatro Patriarcados Orientais usavam o rito bizantino, embora ainda houvesse regiões onde outras liturgias eram usadas, incluindo o rito romano. Uma dessas regiões era a Itália bizantina (sul).
Na época do Cisma (1054), a maior parte do sul da Itália ainda estava sob o domínio bizantino e foi organizada como o Catepanato da Itália. Durante séculos, a vida da Igreja nas regiões bizantinas da Itália se desenvolveu sob a dupla influência das tradições latinas e bizantinas. Durante o século XI, as igrejas de rito latino na Itália bizantina ainda não usavam o Credo Niceno interpolado (Filioque) e estavam em total contato com a Ortodoxia. Durante as guerras bizantino-normandas, o Império Bizantino finalmente perdeu sua última posição no Ocidente. A conquista normanda do sul da Itália terminou com a conquista de Bari em 1071.
Uma das principais consequências da mudança política foi o estabelecimento da supremacia da Igreja Romana sobre a vida da Igreja na ex-Itália Bizantina. O principal problema teológico foi resolvido no Concílio de Bari em 1098. A partir daquele momento, todas as igrejas no sul da Itália foram obrigadas a aceitar o Filioque. A implementação desta decisão logo marcou o fim da Ortodoxia Latina no sul da Itália.
Após o século XI, o rito bizantino gradualmente tornou-se dominante no mundo ortodoxo, quase a ponto de excluir qualquer outra liturgia. As tradições da velha Ortodoxia Ocidental ainda eram respeitadas pelos teólogos Ortodoxos, mas por séculos nenhuma tentativa organizada foi feita para preservar ou reviver o ramo latino da Ortodoxia. Isso mudou no final do século XIX e no início do XX, quando alguns cristãos ocidentais se converteram à Ortodoxia, mas mantiveram algumas de suas formas litúrgicas ocidentais de adoração.

### Séc XIX

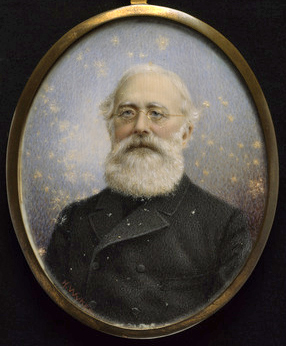
Julian Joseph Overbeck (1820-1905), um dos primeiros incentivadores da renovação da Ortodoxia Ocidental

O atual renascimento das práticas litúrgicas ocidentais remonta à atividade do padre católico alemão Julius Josef Overbeck, que se converteu à Ortodoxia em 1865 com a ajuda do padre russo Eugene Popov, capelão da Embaixada Russa em Londres, que o recebeu como leigo. Overbeck enviou uma petição ao Santo Sínodo da Igreja Ortodoxa Russa para obter permissão para estabelecer uma Igreja Ortodoxa de Rito Ocidental na Inglaterra. O metropolita Filareto não tomou uma decisão definitiva, mas não excluiu tal ideia. Em 1869, apresentou uma petição assinada por 122 peticionários, na sua maioria Tractarianos. Em 1870, foi convidado a São Petersburgo para apresentar pessoalmente o seu caso, tendo sido nomeada uma comissão pelo Sínodo para o avaliar. A comissão aprovou a revisão da liturgia ocidental de Overbeck.
Overbeck teve uma audiência com o patriarca Joaquim III de Constantinopla em Agosto de 1879 que também garantiu seu apoio fundamental para o projeto. Mas os planos de Overbeck não se concretizaram.
Em 1890, a primeira comunidade ortodoxa de rito ocidental na América do Norte, uma paróquia episcopal em Green Bay, Wisconsin, pastoreada pelo padre José René Vilatte, foi recebida pelo bispo Vladimir Sokolovski. No entanto, Vilatte foi logo ordenado bispo na Igreja Jacobita, uma Igreja Ortodoxa Oriental que não estava em comunhão com a Igreja Ortodoxa. Outros pequenos grupos que utilizavam o rito ocidental foram recebidos, mas geralmente ou tiveram pouco impacto ou declararam a sua independência logo após a sua recepção.

### Século XX
Durante o século XX, o desenvolvimento das práticas litúrgicas do rito ocidental não permitiria que o trabalho de Julius Joseph Overbeck continuasse, embora de fato se desenvolvesse em vários passos em falso ou desse pouco impacto em seu desenvolvimento, dissolvendo ou declarando sua independência, um dos casos mais notáveis foi a redução trágica de comunidades dentro da Igreja Ortodoxa Polonesa durante o Holocausto. Em 1911, Arnold Harris Mathew, um ex-bispo católico, entrou em união com o Patriarcado de Antioquia sob o metropolita Gerásimo Messara de Beirute e, em 1912, com o Patriarca de Alexandria, este bispo elaborou um missal vétero-católico, que foi aprovado na linha dos ritos ocidentais pelo patriarca Fócio de Alexandria, que declarou:
“... Agradecemos a Deus ... por omitir a cláusula do Filioque, e por não aceitar dinheiro para celebrar missas. Concordamos com você quanto à observância de sua autonomia e do rito latino em uso atual, portanto tempo e na medida em que estejam de acordo com os santos dogmas e com os decretos canônicos dos sete sínodos ecumênicos, que constituem a base da fé ortodoxa ”.
Ambas as uniões foram feitas em um curto intervalo de tempo e duraram apenas um período efetivo de alguns meses. Embora essas uniões tenham sido a causa de protesto para o Arcebispo da Cantuária, que expressou tal desacordo diante de ambos os líderes sinódicos, uma suposta separação eclesiástica nunca foi formalmente afirmada com certeza.
Na Polônia, as paróquias ortodoxas de rito ocidental foram estabelecidas em 1926 como a Igreja Ortodoxa Nacional Polonesa, mas o movimento morreu depois de 1939.

### Atualmente
Existem paróquias de Rito Ocidental na Igreja Ortodoxa Russa fora da Rússia (ROCOR) e na Arquidiocese Ortodoxa Antioquena da América do Norte como parte do Vicariato de Rito Ocidental. As paróquias de rito ocidental existem em países com uma grande maioria de denominações católicas romanas ou protestantes. O maior número de paróquias de rito ocidental está localizado na América do Norte como parte do Vicariato Antioqueno, e também há congregações na Austrália, Nova Zelândia, Brasil e Inglaterra.
O Rito Ocidental da Ortodoxia às vezes é visto como uma "resposta" ortodoxa às Igrejas uniatas dentro da Igreja Católica Romana.

## Ritos
As paróquias de rito ocidental não usam um tipo de liturgia, mas frequentemente usam ritos individuais de acordo com suas respectivas afiliações antes de se tornarem ortodoxos. Hoje, existem diversas liturgias diferentes usadas pelas paróquias de rito ocidental:
- Divina Liturgia de São Ticônio, que consiste no Livro de Orações Comuns e no Missal Anglicano adaptado ao Rito bizantino com a remoção do Filioque do Credo Niceno, e com a adição de orações pelos mortos, de invocações aos Santos, e com a adição do rito bizantino da epíclese e orações pré-eucarísticas. É usado por ex-padres episcopais anglicanos do Patriarcado Ortodoxo Grego de Antioquia.
- Divina Liturgia de São Gregório, adaptação da Missa tridentina, com a retirada do Filioque do Credo Niceno e com a adição da epíclese do rito bizantino. É usado por ex-padres católicos, luteranos ou antigos católicos do Patriarcado Ortodoxo Grego de Antioquia e da Igreja Ortodoxa Russa fora da Rússia.
- Rito Sarum, usado por comunidades da Igreja Ortodoxa Russa fora da Rússia, no Reino Unido.
- Liturgia inglesa, adaptação russa da edição de 1549 do Livro de orações comuns, com a adição da epíclese do rito celta e elementos do Rito Sarum.
- Rito Moçárabe, a Metrópole Ortodoxa Autônoma da América do Norte e do Sul e das Ilhas Britânicas, e o Santo Sínodo de Milão permitem o uso do Rito Moçarabe e o uso do Sarum.
- Liturgia de São Germano, em uso por algumas paróquias da ROCOR e pelos Patriarcados sérvios e romenos. A Liturgia de São Germano é uma versão reconstruída do que se acredita ser um rito galicano, mas que foi complementado com elementos bizantinos e ritos celtas e moçárabes.
- Liturgia de São João de Deus, celebrada por um dos mosteiros da ROCOR. Uma versão reconstruída dos ritos celtas do primeiro milênio - destinada ao uso moderno.
- Rito Ambrosiano, usado em paróquias de ritos ocidentais da ROCOR.
- Rito de Glastonbury, usado pela Igreja Ortodoxa Celta.

## Jurisdições

### Canônicas
- Patriarcado Ortodoxo Grego de Antioquia
  - Vicariato do Rito Ocidental
- Igreja Ortodoxa Russa fora da Rússia
  - Paróquias e Mosteiros na Austrália, Estados Unidos e Brasil.

### Não canônicas
- Comunhão das Igrejas Ortodoxas Ocidentais
  - Igreja Ortodoxa Celta (EOC)
  - Igreja Ortodoxa Francesa (EOF)
  - Igreja Ortodoxa dos Gauleses (EOG)
- Igreja Católica Ortodoxa da França (ECOF)